# 河原崎権十郎 (3代目)
三代目 河原崎 権十郎（かわらさき ごんじゅうろう、1918年（大正7年）2月11日 - 1998年（平成10年）2月18日）は、歌舞伎役者。屋号は山崎屋、俳号は紫扇。定紋は八ツ花菱に二ツ巴、替紋は菱宝結び。愛知県名古屋市出身。本名は長谷 真佐一（ながたに まさかず）。
よく響きわたる声と役者然とした風貌、歳を重ねるごとに滋味と老巧が加わり、主役から脇役まで全ての役どころに精通していた。生涯で61回もの代役を演じたのは歌舞伎界の最多記録。菊五郎劇団のみならず歌舞伎界の重鎮的存在だった。

## 来歴
名古屋市で二代目河原崎権十郎の次男として生まれ、祖母に育てられた。当初、二代目権十郎は次男を役者にする気はなかったが、祖母の急逝で再び父の許に引き取られ、役者としての人生が始まった。

### 権三郎時代

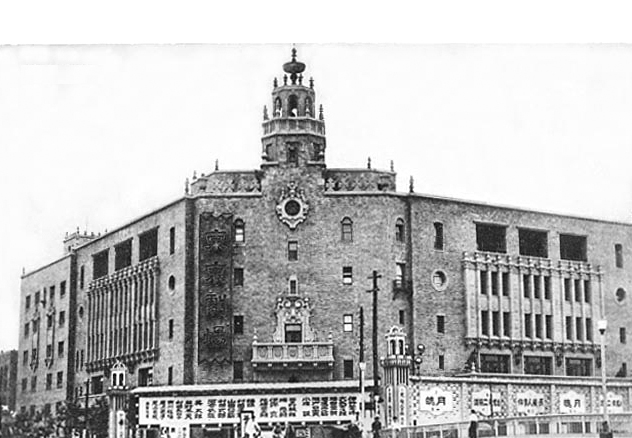
三代目権十郎が「三代目 河原崎権三郎」を襲名した東京劇場（1930年代の写真）

1935年3月、三代目河原崎薫を名乗り、新宿第一劇場の『二人道成寺』所化で初舞台。美男の名優で名高い十五代目市村羽左衛門の薫陶を受ける。1946年4月、東京劇場における戦後初の團菊祭で『六歌仙容彩・喜撰』の所化で三代目河原崎権三郎を襲名。以後菊五郎劇団に身を置き、1955年7月から始まった東横ホールの菊五郎劇団若手歌舞伎の座頭を勤める。以後14年間、『伊勢音頭恋寝刃』の貢を初めとし、『助六』の助六、『源平布引滝』（実盛物語）の実盛、『梶原平三誉石切』（石切梶原）の梶原平三、『東海道四谷怪談』の伊右衛門、『与話情浮名横櫛』（源氏店）の与三郎など立役や二枚目を数多く演じた。この頃、「花の海老さま」と謳われて一世を風靡していた十一代目市川團十郎に容姿が似ていたことから、「渋谷の海老さま」と呼ばれ絶大な人気を博した。

### 権十郎時代
1956年3月に歌舞伎座で行われた團菊祭の『身替座禅』の太郎冠者、『毛抜』の民部で三代目河原崎権十郎を襲名。東横ホールでは主役、歌舞伎座などでは脇役といった経験が権十郎の芸域を幅広いものにしていった。1965年4月、伝統歌舞伎保存会会員の第1次認定を受ける。
1971年6月、国立劇場の『梅雨小袖昔八丈』（髪結新三）の長兵衛で初の老役を務める。これ以降、世話物や時代物の老役を数多く手掛けることになる。代表的な当たり役は『青砥稿花紅彩画』（白浪五人男）浜松屋幸兵衛、『助六』の通人里暁、『近江源氏先陣館・盛綱陣屋』の時政など。また『助六』の通人里暁を、その時代の流行やくすぐりを即興で取り入れ、客席を大いに沸かせる役どころに仕立て上げた。1990年、第14回山路ふみ子賞文化賞。1991年11月、勲五等双光旭日章を受章。1992年3月、芸団協功労者表彰。
1998年2月18日、急性心不全により80歳で死去。前年の11月、歌舞伎座の『芝浜革財布』で家主長兵衛を演じたのが最後の舞台だった。